# 미셸 마페졸리

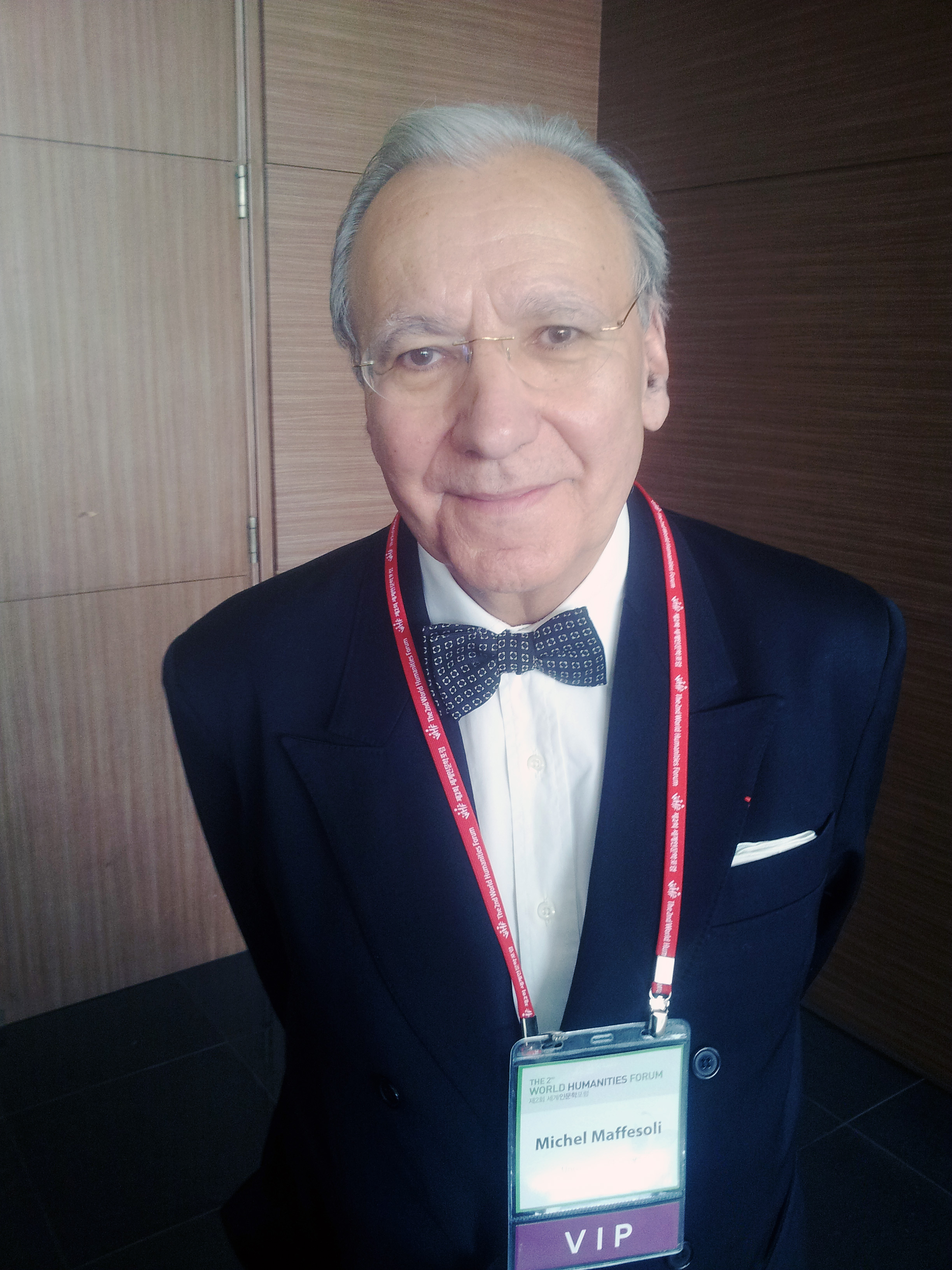

미셸 마페졸리(Michel Maffesoli, 1944년 11월 14일 ~ )는 프랑스의 사회학자이다.
그는 질베르 뒤랑과 줄리앙 프로인트의 제자로 파리 5대학의 명예 교수이다.
그의 저작은 공동체 유대와 현대 사회의 일상생활 영역에서의 "상상력"을 다룸으로서 포스트모던 이론에 기여했다.